# Нгела, Кичо
Кичо Нгела (алб. Kiço Ngjela; 25 декабря 1917 — 16 июня 2002) — албанский коммунистический политик, член Албанской партии труда.

## Биография
Кичо Нгела родился в селении Шепер (в районе Гирокастра, Албания).
В 1945 году Нгела входил в состав Учредительного собрания (алб. Asambleja Kushtetuese), провозгласившего Албанию республикой. С 1950 года он являлся членом Народного собрания Албании (алб. Kuvendi Popullor), представляя в нём Тиранский округ вплоть до 10 октября 1975 года. Также он недолгое время занимал должность заместителя председателя Государственной комиссии по планированию.
6 февраля 1948 года Нгела сменил Рамадана Читаку на посту министра финансов в правительстве Энвера Ходжи, но уже 28 ноября 1948 года его место занял Абдюль Келези.
Впоследствии Нгела сменил Гого Нуши на посту министра торговли Албании. Кроме того, с 1956 года он являлся членом Центрального комитета (ЦК) Албанской партии труда.
1 января 1966 года председатель Совета министров Мехмет Шеху назначил его министром внешней торговли, обязанности которого Нгела выполнял до 1 сентября 1975 года. Он также входил в состав албанских делегаций, посещавших Китай.
В сентябре 1975 года вместе с другими влиятельными политиками, занимавшихся экономикой, такими как члены Политбюро ЦК Албанской партии труда Келези и Кочо Теодоси, Нгела был освобождён от своих обязанностей и обвинён в антипартийной деятельности, в частности в том, что он продвигал невыгодные торговые сделки с «ревизионистскими странами» и саботировал политику «самообеспечения». Ему также вменялось то, что он якобы был агентом УДБА, ЦРУ и КГБ.
Его сын Спартак Нгела (род. 1948) также был арестован и в 1975—1991 годах находился в заключении как политический враг. После падения коммунистического режима в Албании он стал политиком, был депутатом Народного собрания Албании, а в 1997 году занял пост министра юстиции.